# Smolnyj (obwód tambowski)
Smolnyj (ros. Смольный) – osiedle w Rosji, w obwodzie tambowskim, w rejonie bondarskim. W 2010 liczyło 175 mieszkańców.